# Катастрофа DC-8 в Портленде
Катастрофа DC-8 в Портленде — авиационная катастрофа, произошедшая в четверг 28 декабря 1978 года. Авиалайнер Douglas DC-8-61 авиакомпании United Airlines выполнял плановый внутренний рейс UA173 по маршруту Нью-Йорк—Денвер—Портленд, когда во время захода на посадку в аэропорту назначения произошёл сбой в работе шасси, но командир экипажа, занятый решением этой проблемы, не уследил за уровнем авиатоплива; в результате через 1 час все 4 двигателя остановились и пилоты совершили вынужденную посадку в пригородном районе в 11 километрах от аэропорта Портленда, при этом лайнер частично разрушился. Из находившихся на его борту 189 человек (181 пассажир и 8 членов экипажа) погибли 10, ещё 23 получили ранения.
По результатам расследования виновником катастрофы был назван командир экипажа, который не обращал внимания на замечания второго пилота и бортинженера о малом уровне авиатоплива.
В то же время эта авиакатастрофа подчеркнула необходимость изменения работы внутри лётного экипажа, вследствие чего получила широкий резонанс. В результате были внедрены специальные программы и методики, которые коренным образом изменили работу лётных экипажей.

## Сведения о рейсе 173

### Самолёт
Douglas DC-8-61 (регистрационный номер N8082U, заводской 45972, серийный 357) был выпущен фирмой «McDonnell Douglas» в 1968 году (первый полёт совершил 27 марта). 22 мая того же года был передан авиакомпании United Airlines. Оснащён четырьмя двухконтурными турбовентиляторными двигателями Pratt & Whitney JT3D-3B. На день катастрофы 10-летний авиалайнер налетал 33 114 часов 33 минуты, из них с момента последнего крупного ремонта (C) — 3754 часа 17 минут.

### Экипаж
Самолётом управлял опытный экипаж, состав которого был таким:
- Командир воздушного судна (КВС) — 52-летний Мэлберн А. Макбрум (англ. Malburn A. McBroom). Очень опытный пилот, проработал в авиакомпании United Airlines 27 лет и 7 месяцев (с 1 мая 1951 года). В должности командира Douglas DC-8 — с 1 июля 1959 года. Помимо DC-8, был также квалифицирован для полётов на Boeing 727, в связи с дальнозоркостью носил очки. Налетал 27 638 часов, 5517 из них на DC-8 (все в должности КВС)[3].
- Второй пилот — 45-летний Родрик Д. Биб (англ. Rodrick D. Beebe). Опытный пилот, проработал в авиакомпании United Airlines 13 лет и 6 месяцев (с 19 июня 1965 года). В должности второго пилота Douglas DC-8 — с 19 июня 1978 года. Также был квалифицирован для полётов на винтокрылых самолётах. Налетал 5209 часов, 247 из них на DC-8 (все в должности второго пилота)[3].
- Бортинженер — 41-летний Форрест Е. Менденхолл (англ. Forrest E. Mendenhall). Проработал в авиакомпании United Airlines 11 лет (с 18 декабря 1967 года). Квалифицирован для полётов на Douglas DC-8 с 31 января 1975 года. Имел квалификацию бортинженера реактивных самолётов, а также коммерческого пилота. Налетал 3895 часов, 2263 из них на DC-8 (все в должности бортинженера)[3][4].

В салоне самолёта работали пять стюардесс:
- Джоан Уилер (англ. Joan Wheeler), 36 лет — старшая стюардесса. В United Airlines с 15 июля 1964 года[4].
- Нэнси Кинг (англ. Nancy King), 31 год. В United Airlines с 8 февраля 1967 года[4].
- Сэнди Басс (англ. Sandy Bass), 32 года. В United Airlines с 11 октября 1967 года[4].
- Марта Фралик (англ. Martha Fralick), 33 года. В United Airlines с 1 ноября 1967 года[4].
- Диана Вудс (англ. Diane Woods), 29 лет. В United Airlines с 26 января 1972 года[4].

## Хронология событий

### Предшествующие обстоятельства
Рейс UA173 вылетел из Денвера в 14:47 и направился в Портленд (первая часть полёта (Нью-Йорк—Денвер) прошла без замечаний). На его борту помимо 8 членов экипажа находился 181 пассажир, включая 6 младенцев (всего 189 человек). Расчётное время полёта до Портленда составляло 2 часа 26 минут, расчётное время прибытия — 17:13. Минимальный расчётный вес авиатоплива составлял 14 470 килограммов. При этом в баки было залито 21 182 килограмма, то есть на расчётные дополнительные 65 минут, из которых 45 минут — по требованию Федеральных правил авиации, а ещё 20 минут — по правилам авиакомпании на непредвиденные обстоятельства.
Полёт до Портленда также прошёл без замечаний. В 17:05:47 рейс 173 связался с авиадиспетчером аэропорта Портленда, которому было доложено о высоте полёта 3048 метров и о выполнении снижения скорости полёта. В ответ диспетчер дал указание сохранять высоту для визуального захода на посадку на ВПП №28. Экипаж повторил инструкцию и передал о визуальном наблюдении взлётной полосы.

### Проблемы с шасси
В 17:07:55 диспетчер подхода аэропорта Портленд дал рейсу 173 команду на снижение до 2438 метров, а в 17:09:40, когда самолёт прошёл указанную высоту, уже до 1829 метров. На этом этапе самолётом управлял второй пилот, который при подходе к высоте 2438 метров выпустил закрылки на 15° и перевёл рычаг шасси в нижнее положение. В этот момент (по воспоминаниям многих членов экипажа) послышался несколько необычный громкий шум, а затем только почувствовался характерный толчок от фиксации стоек шасси в выпущенном положении. Также второй пилот увидел, что на панели индикации шасси не загорелись зелёные лампочки основных опор.
| 17:12:20 | Диспетчер | Юнайтед один семь три тяжёлый, связь с башней, один восемь точка семь.                                                                        |
|          | UA173     | Ответ отрицательный, мы остаёмся с вами. Остановились на пяти. Поддерживаем сто семьдесят узлов. У нас проблемы с механизмом. Мы дадим знать. |
| 17:12:28 | Диспетчер | Юнайтед один семьдесят три тяжёлый, понял. Поддерживайте пять тысяч. Поворот левый, курс два ноль ноль (200°).                                |

Пилоты подтвердили инструкции и повернули на указанный курс. Данный радиообмен стал первым признаком того, что на DC-8 возникли серьёзные проблемы.
| 17:14:43 | Диспетчер | Юнайтед один семьдесят три тяжёлый, поворот налево, курс один ноль ноль (100°). Я вывожу вас на круговую траекторию, пока вы решаете проблему. |

В течение остальных 23 минут авиадиспетчер держал рейс 173 на круговой траектории южней и восточней аэропорта, а пилоты в это время пытались выяснить, зафиксировались ли основные стойки шасси в нижнем положении. Примерно в 17:38 экипаж связался по радио с Центром технического обслуживания авиакомпании United Airlines в Сан-Франциско (Калифорния). В 17:40:47 командир доложил в Центр, что на самолёте проблемы с фиксацией основных стоек шасси, хотя они вышли полностью; также он передал, что на борту осталось 3175 килограммов авиатоплива и что планируется сохранять полёт в течение 15-20 минут, после чего экипаж намерен совершить аварийную посадку, в связи с чем стюардессы вскоре начнут подготовку к экстренной эвакуации.
| 17:44:03 | ЦТО United Airlines в Сан-Франциско | Окей, Юнайтед один семьдесят три… Вы собираетесь совершить посадку в пять минут после часа. Это верно? |
|          | КВС                                 | Ага, это как хороший стадион. Я не собираюсь торопить девочек. К нам на борт село около ста шестидесяти пяти человек и мы… хотим… не торопиться и как следует подготовиться. Это просто как колокол и никаких проблем. |

Лайнер продолжал кружить по траектории в виде треугольника на высоте 1524 метра примерно в 37 километрах от аэропорта Портленда.

### Отказ двигателей
В 17:44—17:45 КВС и второй пилот вели обсуждение об аварийной посадке и дальнейшей эвакуации пассажиров. При этом командир не стал вызывать старшую стюардессу и спрашивать у неё, какой нужен срок на подготовку пассажиров к началу эвакуации, посчитав, что 10-15 минут будет достаточно.
В 17:46:52 второй пилот спросил бортинженера: Сколько у нас топлива?, на что тот ответил: Пять тысяч. В 17:48:54 второй пилот спросил уже у командира, сколько осталось топлива по показаниям приборов, на что тот ответил, что 5000. В 17:49 бортинженер пробормотал о мигании индикаторов топливных насосов, на что КВС ответил, что это нормально; лайнер в это время находился в 24 километрах от аэропорта Портленда. Вообще в это время вплоть до 17:49:45 командир был поглощён обсуждением решения проблемы со стойками шасси, от чего его отвлёк лишь диспетчер подхода, давший указание на изменение курса.
В 17:51:35 КВС поручил бортинженеру связаться с представителем авиакомпании United Airlines в Портленде, проинформировать его о сложившейся ситуации и сказать, что рейс 173 собирается осуществить аварийную посадку с 1814 килограммами авиатоплива. В 17:53:30, после беседы с представителем авиакомпании и обсуждения с ним данных самолёта, бортинженер доложил командиру, что в авиакомпании интересуются, намерен ли экипаж осуществить посадку около 18:05, на что КВС ответил утвердительно. Лайнер в это время находился примерно в 31,5 километрах к югу от аэропорта Портленда и держал курс на северо-восток.
В 17:55:04 бортинженер доложил, что предпосадочная проверка завершена, а в 17:56:53 второй пилот спросил его об остатке авиатоплива, на что тот ответил, что 1814 килограммов (по тысяче в каждом баке). В 17:57:21 командир велел бортинженеру отправиться в салон, чтобы проверить ситуацию, а сам со вторым пилотом вплоть до 18:00:50 обсуждал сложившуюся ситуацию, тем самым давая дополнительное время стюардессам на подготовку. В 18:01:12 диспетчер дал указание рейсу UA173 повернуть на курс 195°, что экипаж и выполнил. В 18:01:34 вернувшийся бортинженер сообщил, что салон будет готов в течение 2-3 минут. Рейс UA173 в это время летел по направлению на юго-запад в 9,3 километрах юго-восточней аэропорта Портленда.
В 18:03:23 авиадиспетчер запросил у рейса 173, сколько осталось авиатоплива и сколько человек на борту. Командир ответил, что осталось 1360 килограммов авиатоплива, а на борту 172 взрослых и 6 детей.
В период с 18:03:38 по 18:06:10 экипаж был занят обсуждением исключительно положения стоек шасси, а также смогут ли интерцепторы и закрылки эффективно погасить скорость при посадке. В 18:06:19, когда самолёт находился в 31,5 километрах от аэропорта и летел в юго-западном направлении, в кабину экипажа вошла старшая стюардесса и доложила, что в принципе, все готовы. В 18:06:40 КВС сказал: О'кей. Мы направляемся прямо сейчас. Мы должны приземлиться примерно через пять минут. Но не успел он договорить, как бортинженер сказал, что наверно, надо открыть перекачивающие насосы, и почти сразу второй пилот доложил: Я думаю, мы потеряли номер 4…. Второй пилот дважды доложил командиру, что на самолёте начинают останавливаться двигатели, на что тот также дважды спросил о причине; ответ был коротким: Топливо.
В 18:07:12 КВС связался с диспетчером подхода Портленда и запросил предоставить им немедленно прямой вектор на посадку на ВПП №28L. Рейс UA173 в это время находился в 35,2 километрах юго-юго-западней аэропорта Портленда и делал левый поворот. Начиная с момента первых проблем со стойками шасси, это было первое подтверждение с рейса 173 на посадку. Авиадиспетчер тут же дал им направление на ВПП №28L и рейс UA173 повернул на курс 10°.
В 18:07:31 бортинженер доложил, что остановился двигатель №3 (теперь работали только двигатели №1 и №2 на левом крыле). В период до 18:09:16 экипаж выполнил ряд процедур по поддержанию работы оставшихся двух двигателей. В 18:09:21 командир связался с диспетчером и доложил, что рейс 173 собирается ложиться на курс к аэропорту и готовиться к прямому заходу на посадку на ВПП № 28L. В 18:10:47 командир запросил расстояние от аэропорта, на что было передано — 18 воздушных миль (33,3 километра), а в 18:12:42, когда КВС сделал ещё один запрос о расстоянии, дистанция сократилась уже до 12 миль (22,2 километра). После этого диспетчер подхода дал указание рейсу 173 переходить на связь с диспетчерской башней аэропорта Портленда.
Но через 30 секунд произошёл срыв пламени в оставшихся двух двигателях на левом крыле:
| 18:13:21 | Бортинженер  | Мы потеряли два двигателя, парни. |
|          | Второй пилот | Сэр? (обращается к командиру) |
| 18:13:25 | Бортинженер  | Мы только что потеряли оба двигателя — первый и второй. |
| 18:13:28 | Второй пилот | Вы включили все насосы и напрасно. |
|          | Бортинженер  | Да. |
| 18:13:38 | КВС          | Они все встали. |
| 18:13:41 | КВС          | Мы не можем сесть в Траутдейле. |
| 18:13:43 | Второй пилот | Мы ничего не можем сделать. |
| 18:13:46 | КВС          | О'кей, объявляй Мэйдэй. |
| 18:13:50 | Второй пилот | Башня Портленд, Юнайтед один семьдесят три тяжёлый. Мэйдэй. У нас срыв пламени во всех двигателях. Мы падаем. Мы не сможем осуществить посадку в аэропорту. |

Данное радиосообщение стало последним с борта рейса UA173.

### Катастрофа
В сгущающихся сумерках экипаж старался увести падающий самолёт подальше от жилых домов. Примерно в 18:15, в 11 километрах по направлению на восток-юго-восток от аэропорта Портленда, рейс UA173 совершил аварийную посадку в лесистом пригородном районе Портленда рядом со 158-й авеню и Бёрнсайд-стрит (англ. Burnside Street) (округ Малтнома); незадолго до посадки самолёт на очень низкой высоте пролетел над крышей многоэтажного жилого дома. Первый удар произошёл на высоте около 30 метров над землёй, когда авиалайнер зацепил верхушки двух деревьев. Пролетев по курсу 345° ещё 165 метров, самолёт столкнулся с ещё двумя деревьями уже на высоте 26 метров над землёй. Через 122 метра на высоте 13,7 метров в очередное дерево врезалась правая плоскость крыла, а ещё через 68,6 метров на высоте 2,4 метра — левая плоскость. На расстоянии 375 метров от места первого удара лайнер врезался в пустующий дом и снёс его, потеряв при этом значительную часть обеих плоскостей, но из-за высокой кинетической энергии продолжил движение по курсу 300° и в 389 метрах от точки первого удара врезался носовой частью, а затем и основными стойками шасси в 1,5-метровую насыпь перед авеню, после чего перелетел дорогу, при этом разорвав килем шедшие вдоль неё телефонные и высоковольтные линии. Промчавшись по земле ещё 101 метр от первого дома и снеся по пути отдельные деревья, рейс UA173 врезался в другой дом, также пустой, после чего наконец остановился.
К месту катастрофы выехали в общей сложности 39 единиц техники и 108 пожарных, но пожара на месте катастрофы не возникло. Стюардессы в данной ситуации сработали достаточно эффективно, все выжившие пассажиры были эвакуированы в течение 2 минут.

### Ущерб, погибшие и раненые
Рейс UA173 разбился в точке координат 45°31′21″ с. ш. 122°29′59″ з. д.. На земле были разрушены 2 пустых дома, разорваны телефонные и значительно повреждены высоковольтные линии передачи, шедшие параллельно авеню. У самого лайнера была разбита передняя часть фюзеляжа вплоть до 5-го ряда сидений, в том числе снесло верхнюю часть кабины пилотов, а в районе 4-6 рядов сорвало обшивку в нижней части. Левую плоскость крыла оторвало на расстоянии 0,9 метра от места крепления, а правую на расстоянии 1,5 метра, а их основные обломки были найдены у первого разрушенного дома. В целом же пассажирский салон от 6-го ряда сидений и до хвостовой перегородки относительно не пострадал, лишь в районе 20-22 рядов (пустых) имелись повреждения в результате разрушения фюзеляжа основными стойками шасси, а также были разбиты несколько иллюминаторов. Площадь рассеивания обломков имела размеры 474 на 40 метров, лайнер остановился в 411,5 метрах от места первого удара о деревья.
В катастрофе погибли 10 человек — 2 члена экипажа (бортинженер и старшая стюардесса Уилер) и 8 пассажиров; все они сидели в передней правой части самолёта в районе до 5-го ряда и погибли, когда фюзеляж пробило толстым деревом. Ранения получили 23 человека — 2 члена экипажа и 21 пассажир, причём 2 пассажира травмировались при эвакуации. В основном травмы получили сидевшие с правой стороны салона, наиболее пострадавшей при посадке. На земле никто не погиб и не пострадал.

## Расследование
Расследование причин катастрофы рейса UA173 проводил Национальный совет по безопасности на транспорте (NTSB).

### Проверка топливных систем
Как показала проверка топливных датчиков, они были исправны и при пустых баках показывали остаток топлива «0». Несмотря на повреждения в катастрофе, топливомер №2 после подачи электрического питания оказался рабочим. Также после небольшого ремонта заработал и топливомер №4; остальные полностью разрушились.
По запросу следователей компания «Douglas Aircraft» и авиакомпания United Airlines провели исследования, сколько должен сжечь авиатоплива авиалайнер DC-8 после вылета из Денвера с 21 182 килограммами топлива на борту, следовании на эшелоне FL350 (10 650 метров), снижения к Портленду и полёта на высоте 1524 метра. В обоих исследованиях расход топлива на эшелоне полёта был примерно одинаков, но при снижении до заданной высоты у United Airlines скорость расхода авиатоплива была на 13% ниже, нежели у «Douglas Aircraft», хотя на высоте 1524 метра уже оказалась на 14% выше. Вероятной причиной этого расхождения могли служить разные скорости полётов, а также разные погодные условия.
Когда на рейсе 173 второй пилот спросил у командира об остатке топлива, то получил ответ, что осталось 2267 килограммов. Согласно же результатам испытаний, по данным «Douglas Aircraft» на этот момент должно было оставаться 2381 килограмм топлива, а по данным United Airlines — 2721 килограмм. С учётом вероятной ошибки в 401 килограмм оба показателя оказались почти идентичны. Также испытания показали, что расход топлива на борту рейса 173 был в пределах нормы. Основываясь на заявленной производителем скорости сжигания топлива 5991 кг/ч (99 кг/мин), следователи рассчитали, что на момент занятия высоты 1524 метра на борту рейса 173 в баках находилось около 6048 килограммов авиатоплива.

### Анализ
Проверка лётного экипажа показала, что все 3 пилота были сертифицированы для данного полёта и имели необходимую подготовку, а также необходимый перед работой отдых. Нет никаких данных, что у кого-то из них возникли медицинские проблемы, которые могли повлиять на развитие катастрофической ситуации. Авиалайнер также имел необходимые сертификаты и в целом соответствовал стандартам. Вес лайнера и его центровка были в допустимых пределах. Единственным отказом оказался провал штока убирающего цилиндра на правой основной стойке шасси, однако никаких повреждений систем управления самолётом или нарушения целостности конструкции планера не было. Расход топлива происходил с нормальной скоростью, и к Портленду рейс 173 подошёл с 6259 килограммами на борту, а к моменту занятия высоты 1524 метра остаток авиатоплива был приблизительно 6048 килограммов.
Первой проблемой стал резкий шумный выход правой стойки шасси при подходе к аэропорту Портленда, а затем последовавшие за ним удар и ненормальные вибрация и рыскание самолёта. Упомянутый выше отказ в механизме шасси был вызван разрушением резьбы штока из-за сильной коррозии и привёл к отключению микровыключателя. Так как правая стойка выпустилась быстрее левой и носовой, то есть вероятность, что создавшийся дисбаланс аэродинамического сопротивления привёл к кратковременному рысканию авиалайнера, которое, однако, прекратилось после полного выхода всех стоек. Вообще невыход стойки шасси уже является поводом для беспокойства, поэтому КВС полностью сосредоточился на нём, что и привело к последующему развитию ситуации. Но в то же время установленные компанией процедуры на этот случай вполне позволяют выполнить аварийную посадку на аэродром, и экипаж проходил все необходимые тренировки на земле и на тренажёрах, а в РЛЭ по DC-8-61 даже есть указание: «Если визуальные индикаторы показывают, что шасси вышло, то посадка может быть выполнена по усмотрению командира» (англ. If the visual indicators indicate the gear is down, then a landing can be made at the captain's discretion). Осмотр бортинженером визуальных индикаторов основных стоек шасси показал, что они вышли. Визуально положение передней опоры было не проверить, но это и не требовалось, так как её световой индикатор сигнализировал о нормальном выходе стойки.
Из-за отвлечения на решение проблемы с шасси КВС начал готовиться к посадке только через 28 минут (примерно за 30 минут до катастрофы); при этом, дав старшей стюардессе указание готовиться к аварийной посадке, командир не сказал ей ориентировочное время посадки, что создало у самой стюардессы иллюзию об отсутствии ограничения во времени. Так как погодные условия на тот момент были хорошие, а воздушное движение неинтенсивным, то, по мнению комиссии, вполне можно было выполнить аварийную посадку уже через 30-40 минут с момента обнаружения неисправности шасси.
В то же время экипаж должен был понимать, что изначально в топливных баках (на 14:33) было 21 182 килограмма авиатоплива, а после выполнения взлёта (в 14:47) его было около 20 706 килограммов. Этот запас топлива был запланирован для 2 часов 26 минут полёта по маршруту, а также резерв на примерно 1 час полёта. Несмотря на рутинность расчёта оставшегося времени полёта, запись речевого самописца показала, что командир почти не интересовался ситуацией с топливом не только после решения о задержке на высоте 1524 метра, но и после длительного полёта на данной высоте. Второй пилот и бортинженер несколько раз высказывали озабоченность по поводу остатка времени до истощения авиатоплива, что как бы показывало осведомлённость экипажа об остатке топлива в разное время; но нет никаких доказательств, что последние 30 минут пилоты контролировали расход топлива, иначе могли бы определить, что примерно в 18:15 двигатели остановятся. Хотя существовали версии, что экипаж ввели в заблуждение неправильные показания топливомеров, испытания показали, что приборы были исправны; к тому же в 17:48:56 КВС знал об остатке в 2267 килограммов, а в 17:56:53 об остатке в 1814 килограммов. Тем не менее, он направил одного из членов лётного экипажа (бортинженера) для проверки ситуации в салоне, а когда в 18:01 тот вернулся, не стал сразу поворачивать к аэропорту.
Однако есть вероятность, что в ситуации всё же сыграли свою роль новые топливомеры. Ранее на самолёте стояли трёхзначные приборы, которые показывали остаток в тысячах фунтов, но за 7 месяцев и 16 дней до катастрофы (12 мая 1978 года) их заменили на четырёхзначные, которые уже показывали сотни фунтов. Вероятно, в критической ситуации командир вместо умножения их показаний на 100 начал по привычке умножать на 1000, тем самым на подсознательном уровне считая, что остаток авиатоплива на порядок больше. В частности, после остановки двигателя №4 командир сказал, что в правом баке есть ещё 453 килограмма и бортинженер с ним согласился, так как запутался в сложившейся ситуации и забыл об особенности новых топливомеров.
По мнению комиссии, значительный вклад в развитие ситуации внесли и второй пилот с бортинженером, которые, будучи полноправными членами экипажа, не контролировали как следует состояние авиатоплива в баках. Когда же они проявили обеспокоенность по поводу малого остатка авиатоплива, то не оказали должного давления на командира, чтобы тот отвлёкся от проблемы со стойками шасси и начал подготовку к выполнению аварийной посадки.

### Выводы NTSB
Окончательный отчёт расследования NTSB был опубликован 7 июня 1979 года.
1. Члены экипажа были надлежащим образом сертифицированы и квалифицированы к полёту.
2. Самолёт был сертифицирован, обслуживался и эксплуатировался в соответствии с федеральными авиационными правилами и утверждёнными авиакомпанией процедурами.
3. За исключением провала штока на правой основной стойке шасси убирающего цилиндра, приведшего к повреждению датчика системы индикации положения шасси, не было никаких признаков отказа или повреждения конструкции воздушного судна, силовой системы, средств управления полётом или системами.
4. Самолёт вылетел из Денвера с необходимым запасом топлива на борту на 2 часа 28 минут для полёта по маршруту и необходимым по требованиям FAR и указаниям компании непредвиденных запасом примерно на 1 час.
5. Самолёт начал удерживать высоту 1524 метра около 17:12 после спуска, это произошло примерно через 2 часа 24 минуты после того, как он покинул Денвер.
6. Задержка с посадкой заняла около 1 часа 2 минут.
7. Во всех двигателях самолёта произошёл срыв пламени из-за выработки топлива около 18:15 — спустя 1 час 3 минуты после того, как самолёт начал задержку с посадкой, и спустя 3 часа 27 минут после вылета из Денвера.
8. Выработка топлива была предсказуема. Экипажу удалось бы приравнять оставшееся топливо со временем и расстоянием от аэропорта.
9. При проверке топливо-измерительной системы не было обнаружено никаких неисправностей.
10. Новая цифровая система индикации запаса авиатоплива была установлена на этом самолёте 12 мая 1978 года. Это было сделано в соответствии с программой по модернизации DC-8 United Airlines.
11. Проверка показала, что система индикации запаса топлива точно указывала количество топлива для экипажа.
12. Показания датчиков топлива хорошо видны с мест командира и второго пилота.
13. Командир не смог принять своевременного и важного решения.
14. Командир не смог соотнести время, расстояние от аэропорта, и остаток топливо на самолёте, так как его внимание было сосредоточено полностью на изучение проблемы шасси, а также подготовке пассажиров к аварийной посадке. Проблема шасси привела к дезорганизации действий командира.
15. Ни второй пилот, ни бортинженер не выразили какие-либо беспокойства командиру по поводу выработки топлива, пока катастрофа не стала неизбежной.

Национальный совет по безопасности на транспорте решил, что вероятной причиной происшествия стала неспособность командира должным образом следить за уровнем топлива в баках и правильно реагировать на низкий уровень топлива и на сообщения других членов экипажа об уровне топлива. В результате произошла выработка топлива во всех двигателях. Невнимательность командира была результатом озабоченности неисправностью шасси и подготовкой к возможной аварийной посадке.
Сопутствующей причиной стала неспособность двух других членов экипажа либо полностью осознавать критически низкий уровень топлива, либо надлежащим образом сообщить о своей озабоченности командиру.
Оригинальный текст (англ.)The National Transportation Safety Board determined that the probable cause of the accident was the failure of the captain to monitor properly the aircraft's fuel state and to properly respond to the low fuel state and the crewmember's advisories regarding fuel state. This resulted in fuel exhaustion to all engines. His inattention resulted from preoccupation with a landing gear malfunction and preparations for a possible landing emergency.

Contributing to the accident was the failure of the other two flight crewmembers either to fully comprehend the criticality of the fuel state or to successfully communicate their concern to the captain.

## Последствия катастрофы

### Командир экипажа рейса 173
Командир рейса 173 Мэлберн А. Макбрум был признан виновным в катастрофе и 6 марта 1979 года был лишён лицензии пилота гражданской авиации. По словам его младшей дочери, катастрофа стала для него сильным психологическим ударом; он всю оставшуюся жизнь винил себя за гибель 10 человек. По некоторым данным, он проработал в авиакомпании United Airlines на «бумажной» работе несколько лет, но затем уволился. Умер 9 октября 2004 года в возрасте 77 лет. Многие пассажиры, тем не менее, благодарны ему за грамотно проведённую аварийную посадку, в результате которой выжили большинство людей на борту.

### Внедрение CRM
В итоговом отчёте по расследованию причин катастрофы рейса UA173 в последней рекомендации (A-79-47) указывалось, что необходимо разработать методику воспитания лётных экипажей на принципах управления возможностями лётного экипажа, при этом для командиров акцент должен делаться на разъяснении преимущества совместного участия всех членов лётного экипажа в принятии решений, а для других членов экипажа в кабине — на повышении уверенности в себе. Катастрофа в Портленде получила широкий резонанс, особенно после заявления второго пилота, что он неоднократно информировал командира о малом остатке топлива, но, по словам одного из следователей, высокомерный сукин сын (англ. an arrogant SOB) не придавал этому должного значения.
В то время проблема взаимодействия в кабине пилотов была одной из ключевых в авиации. За 1,5 года до этого (27 марта 1977 года) на острове Тенерифе произошла крупнейшая авиакатастрофа XX века: на ВПП друг в друга врезались два Boeing 747 (американский (Pan American) и голландский (KLM)). В условиях тумана, когда оба экипажа не видели друг друга, командир голландского Boeing 747 в условиях радиопомех неверно воспринял команду диспетчера и начал разгон для взлёта. Неожиданно бортинженер услышал в эфире среди радиопомех, что американский Boeing 747 всё ещё на ВПП и высказал свою обеспокоенность командиру, но тот, понадеявшись на свой опыт, заявил, что ситуация под контролем. Лишь в последний момент голландский КВС понял свою ошибку, но было уже поздно. Всего в той катастрофе погибли 583 человека.
Также ещё одним примером может служить произошедшая 26 марта 1979 года катастрофа Ан-26 в Байките, когда 42-летний командир не считался с мнением 44-летнего второго пилота, а при уходе на второй круг огрызнулся на высказывание штурмана о необходимости сменить курс. В результате низколетящий авиалайнер зацепил деревья на расположенной впереди по курсу сопке и врезался в землю. В данной катастрофе погибли 4 человека, включая самого командира.
Авиакатастрофа в Портленде показала всю необходимость скорейшего устранения этой проблемы. В итоге руководством НАСА была создана методика обучения экипажей Crew resource management (Управление ресурсами экипажа) или сокращённо CRM, которая делает акцент именно на взаимодействии между членами экипажа в кабине. В самой авиакомпании United Airlines данную методику внедрили в 1981 году, а всю её важность показала произошедшая через 8 лет катастрофа DC-10 в Су-Сити (19 июля 1989 года). Самолёт авиакомпании United Airlines выполнял плановый рейс, когда во время горизонтального полёта произошёл катастрофический отказ двигателя №2 (хвостового). Обломки двигателя пробили обшивку и оборвали линии всех гидросистем, тем самым лишив экипаж возможности управления авиалайнером посредством штурвала. Инструкций на счёт сложившейся ситуации тогда ещё не существовало, но в салоне в это время летел пилот-инструктор, который предложил свою помощь, на что экипаж согласился. По счастливому совпадению, пилот-инструктор как раз незадолго до этого участвовал в исследованиях, посвящённых изучению управления самолётами с помощью одних только двигателей. Все вместе они сумели выровнять самолёт и посадить его в аэропорту города Су-Сити. И хотя при посадке из-за внезапного порыва ветра DC-10 всё же разбился и погибли 111 человек, остальные 185 (включая всех четырёх пилотов), то есть почти 2/3, выжили.
Альфред К. Хайнес, который был командиром на данном рейсе, впоследствии рассказывал:

… подготовка, которая помогла команде, … называлась «Управлением ресурсами экипажа»… Вплоть до 1980 года мы нередко работали на убеждении об авторитете командира самолёта. То, что он сказал, то и будет. И из-за этого мы потеряли несколько самолётов. Но иногда командир на самом деле не так умён, как мы думаем. Мы слушали бы его и сделали бы то, что он сказал, но мы бы не понимали, о чём он говорит. Там в кабине на всех нас, пытающихся посадить самолёт, приходилось 103 года лётного опыта, но ни у кого не было и одной минуты реальной практики в подобных условиях. Так почему я был бы обязан знать о посадке в такой ситуации больше, чем остальные трое? Поэтому если бы я не использовал её [CRM], если бы мы не позволили каждому внести свой вклад, мы бы наверняка не сделали этого.
Оригинальный текст (англ.)…the preparation that paid off for the crew was something … called Cockpit Resource Management… Up until 1980, we kind of worked on the concept that the captain was THE authority on the aircraft. What he said, goes. And we lost a few airplanes because of that. Sometimes the captain isn't as smart as we thought he was. And we would listen to him, and do what he said, and we wouldn't know what he's talking about. And we had 103 years of flying experience there in the cockpit, trying to get that airplane on the ground, not one minute of which we had actually practiced, any one of us. So why would I know more about getting that airplane on the ground under those conditions than the other three. So if I hadn't used [CRM], if we had not let everybody put their input in, it's a cinch we wouldn't have made it

## Культурные аспекты
- Катастрофа рейса 173 United Airlines показана в 12 сезоне канадского документального телесериала Расследования авиакатастроф в серии Фатальная фиксация (оригинальное название — Focused on Failure)[35].
- Также эта катастрофа показана в американском документальном телесериале от «MSNBC» Почему разбиваются самолёты[англ.] (англ. Why Planes Crash) в серии Кризис в небе (англ. Crisis In The Sky).

### Комментарии
1. ↑  Здесь и далее указано Тихоокеанское стандартное время — PST (UTC-08:00)
2. ↑  «Тяжёлый» — дополнение к позывным больших авиалайнеров
3. ↑  «Просто как колокол» (англ. Clear as a bell) — выражение обозначающее нечто простое и заурядное, близкое по смыслу выражению «Просто как дважды два» в русском языке
4. ↑  Небольшой местный аэропорт
5. ↑  «Mayday» — сигнал бедствия